# 崇礼門
座標: 北緯37度33分36.00秒 東経126度58分31.40秒 / 北緯37.5600000度 東経126.9753889度
崇礼門（スンネムン、すうれいもん、朝: 숭례문）は、大韓民国ソウル特別市中区世宗大路40（南大門路4街29）にある門である。一般に南大門（ナムデムン、なんだいもん、남대문）の通称で知られる。
2008年2月の放火により、花崗岩製の石造の門を除いた木造楼閣の大部分が焼失した。2010年2月10日から2013年4月30日まで復元工事が行われ、翌5月4日に復元記念式典が行われた。

## 概要
大韓民国の大韓民国指定国宝第1号に指定されている。管理者は1968年から1995年まではソウル特別市、1995年以降はソウル特別市中区庁だったが、復元工事完了に伴い2013年5月1日に国家遺産庁に変更された（実際の管理団体は文化財庁宮陵遺跡本部徳寿宮管理所）。
城郭都市であった当時の漢城（かんじょう、한성（ハンソン））には東・西・南・北に位置する「四大門」と北東・南東・北西・南西に位置する「四小門」が存在したが、最も規模が大きいのはこの崇礼門である。一般的な懸板（扁額）が横書きであるのに対し、崇礼門の懸板は縦書きであるが、これは炎の形に似ている冠岳山からの火気を阻むため、文字を縦に書いて城門を塞ぐという風水的措置による。崇礼門から鍾路まで南大門路が続き、漢城の主要街路（大路）の一つを形成した。ソウル特別市となった現在も、世宗大路、南大門路、素月路等の幹線道路に囲まれている。
ソウル二大市場のひとつである南大門市場は崇礼門を起点に広がっているが、その名称は崇礼門の通称である南大門に由来する。

## 歴史

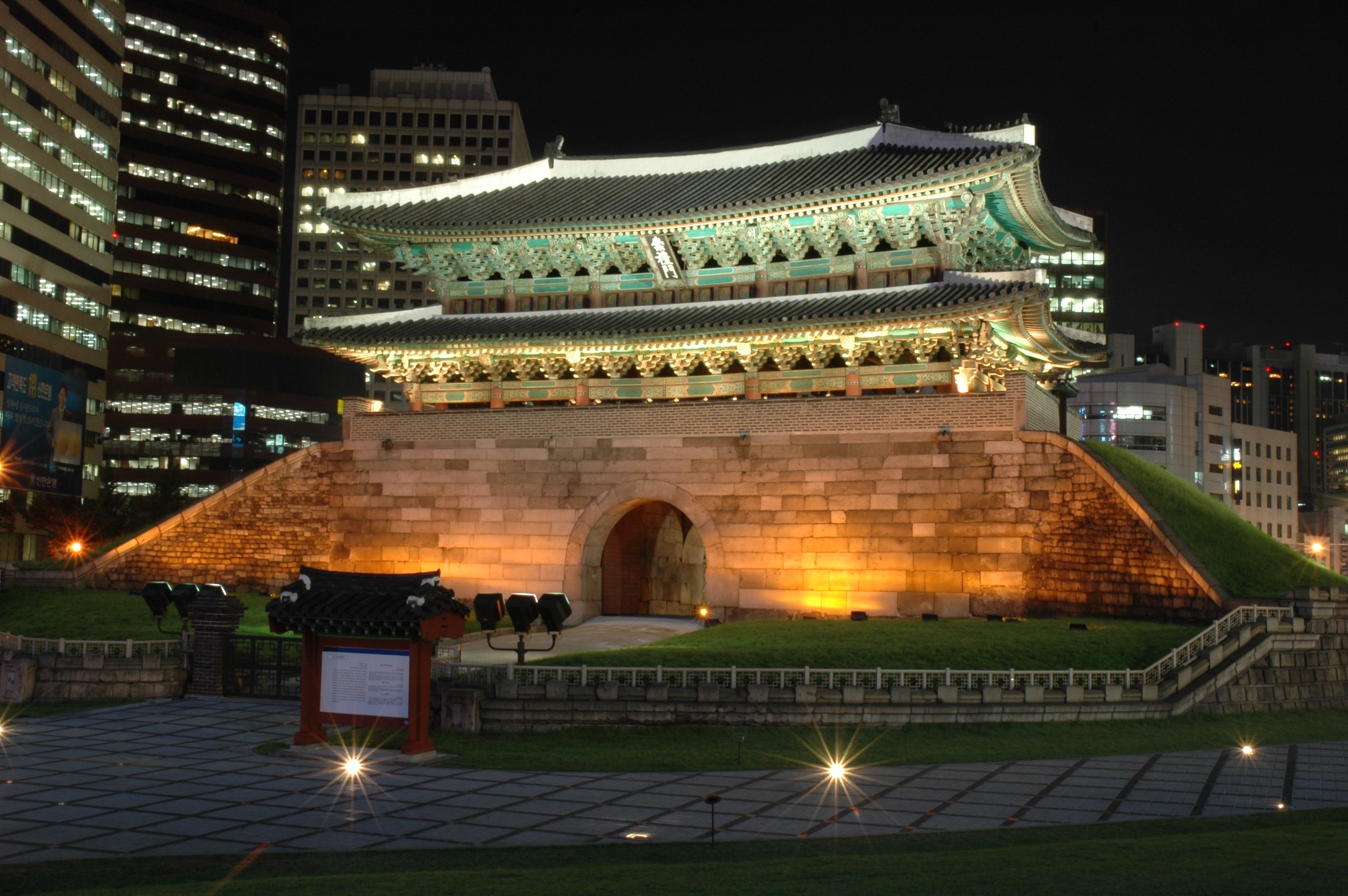
夜間にライトアップされる焼失前の崇礼門（2005年9月）

1392年に朝鮮王朝（李氏朝鮮）を建て、1394年に漢城に遷都した太祖・李成桂は、1395年に漢陽都城と城門の建設に着手し、1398年に完成。東・西・南・北に位置する四大門の名称は、儒教の徳目である五常（仁・義・礼・智・信）からそれぞれ、興仁之門（東）、敦義門（西）、崇礼門（南）、粛清門（智の代わりに清を使用。後に粛靖門と改称）と名付けられたが、南側の主要な門（正門）である崇礼門は、俗に南大門と呼称された。
世宗治世の1448年、および成宗治世の1479年に大きく改築され、冠岳山の火気を遮るようにと二階建てになった。譲寧大君が書いたとされる懸板は、火気を遮るために縦に書かれた。
その後、文禄・慶長の役や丙子の乱など幾多の戦乱を経るも、長い間、都の正門としての役割を果たしてきた。
大韓帝国時代の1907年、日本の皇太子嘉仁親王の行啓を機とする街路整備のため両側に続いていた城壁が撤去され、門だけが道路に孤立する形で残された。門の南西に1900年に開業した現在のソウル駅は、開業から1922年末までの間「南大門駅（南大門停車場）」と呼ばれ、1923年1月1日に「京城駅」に改称した。
日本統治時代（1910年 - 1945年）の1925年から1926年にかけて、門を挟むように南に京城駅の赤レンガ駅舎（現在の「文化駅ソウル284」）、北に京城府庁舎（旧ソウル市庁舎、現在のソウル図書館が建てられた。1933年に朝鮮総督府が朝鮮の主要文化財を保護する目的で定めた「朝鮮寶物古蹟名勝天然記念物保存令」（昭和8年朝鮮総督府制令第6号）に基づき、1934年8月27日に「京城南大門」の名称で宝物第1号に指定された（指定当時の住所は京畿道京城府南大門通四丁目）。
1948年の大韓民国建国後、朝鮮戦争ではソウルの大部分が破壊されたが、崇礼門は一部の損傷にとどまり焼失を免れた。破損した部分の大規模な解体、修復工事が1961年から1963年にかけて行われ、1962年12月20日に改めて大韓民国文化財保護法（1962年法第961号）に基づき「ソウル南大門」の名称で国宝第1号に再指定された。
なお、国宝の番号は単純に指定された順序に過ぎず、その価値に対する優越の順位ではないにもかかわらず、日本が勝手に決めた国宝であり、日本統治時代の烙印であるとして、韓国国内の一部には「国宝第1号」を朝鮮の文化的な「独立宣言」である訓民正音等に変えるべきであるとの意見があがり、2021年11月19日に文化財庁は文化財保護法施行令と文化財保護法施行規則を改正し、同日から「国宝ソウル崇礼門」と文化財指定番号を表記しない名称に変更された。
ソウルで最古の木造建築であり同国の象徴のひとつともなっていたが、2008年2月の放火によって石造の城門を除いた大部分が焼失した。

### 門への立ち入り

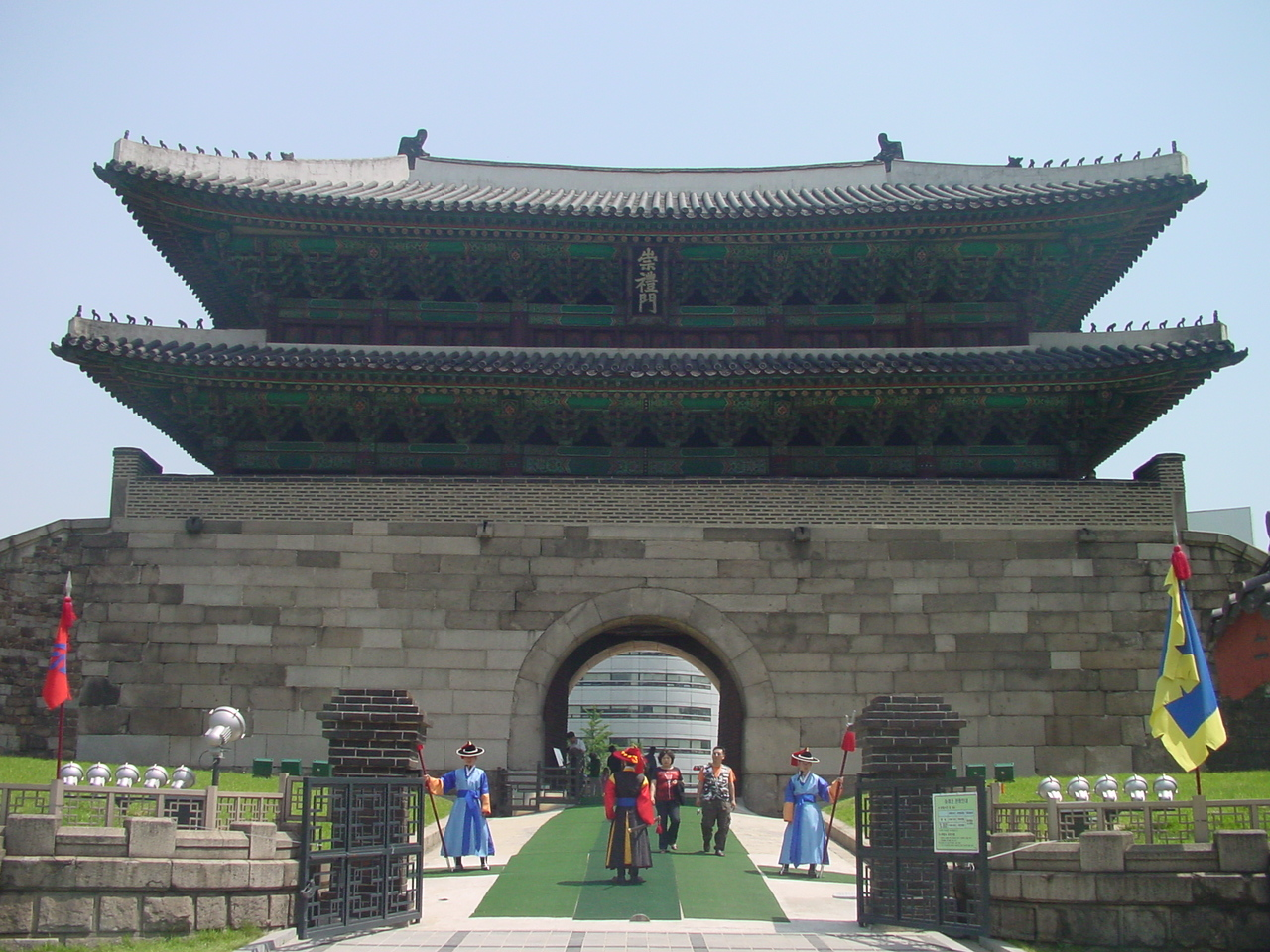
観光客に開放されていた崇礼門

韓国統監府による門周辺での路面電車（京城電車）軌道敷設に伴い、1907年に一般の立ち入りが禁止となったとされているが、一方で自由通行の様子を撮影した1922年以前に撮影された写真も残されており、実際には通行は禁じられていなかった。1929年に開催された朝鮮博覧会では「京城協賛会」による「祝 朝鮮博覧會」の奉迎看板が設置され、夜間は電飾が点灯されていた。同年8月に発行された『京城府管内圖』にも、崇礼門を取り囲むロータリーと共に、門を通過する道路も一等道路に指定されていた。
朝鮮戦争後の1961年から大規模な補修工事が行われ、工事が終了した後、2006年まで門の立ち入りは禁止されたままで、大きな車道に阻まれて近づくことも困難だった。しかし2005年5月27日、崇礼門の南側に芝生の広場（南大門広場、後に崇礼門広場に改称）が造成されたのに伴って、崇礼門の近くまで観光客の訪問が可能となり、2006年3月3日からは崇礼門の中央通路・虹霓門（ホンエムン）を往来できるようになった。
なお、ホームレスによる不法侵入は2005年以前から常態化しており、それを受けて、崇礼門を管理する中区庁は2005年に業者に警備を依頼した。しかし、警報を受けた警備員が現場に向かわないなどずさんな警備が浮き彫りとなった。
後述する放火事件後、修復、再建工事が行われ、2013年には再び立ち入りが可能になったものの、同年12月、再建工事の不備が見つかったため、再び立ち入り禁止措置が講じられている。

## 崇礼門放火事件

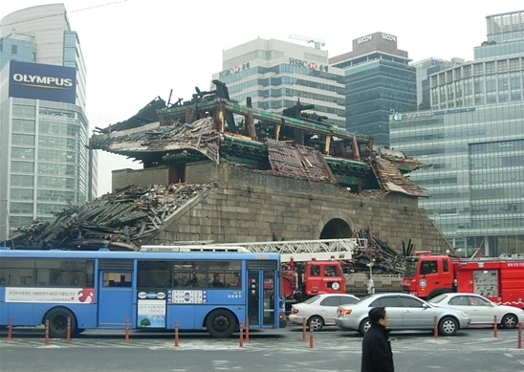
楼閣が焼失した崇礼門

2008年2月10日20時40分（現地時間）ごろ、崇礼門で火災が発生し、石材部分を除く木造楼閣部分の大部分が焼失、崩壊した。
消防当局は5時間以上にわたる消火作業にもかかわらず崩壊を防ぐことができなかった。消防当局は通報を受け、ポンプ車やはしご車など消防車32台と消防隊員128人を現場に向かわせて消火作業に着手した。楼閣2階の屋根から発生した火により木材が焼け、周辺が白い煙で覆われたが、消防隊員らは「国宝第1号」という文化財の棄損を懸念し、積極的な消火作業を行えなかった。いったんは鎮火したと思われたが、初期消火の失敗から消え残った火が再び燃え広がり、全焼という事態に至った。
消防側は文化財庁に「消火は慎重にやってくれ」と言われ躊躇したと主張したが、文化財庁側はそのような指示はしていないと釈明し、韓国メディアから責任のなすり合いと批判された。また、焼け跡からライターが2本発見されている。国宝ではあるものの、1階2階部分に消火器は8台しか配置されておらず、火災報知機などは設けられていなかった。一般開放後、誰でも門に侵入できたという点も、監視体制が粗末であったと指摘されている。

### その後の経過
2008年2月11日、崇礼門火災事件の合同捜査本部は、2006年4月の昌慶宮文政殿放火犯の男を崇礼門放火容疑で緊急逮捕した。警察の調べに対して男は放火を認める供述を始め、犯行の動機として、都市再開発事業による家の立ち退きの件で補償額が少ないことに不満を持ち、大統領府や区役所に陳情したのに受け入れられず世間の注目を集めたかったが、まさか全焼するとは思わなかったと述べている。
2008年4月25日、ソウル中央地方裁判所は崇礼門放火容疑で逮捕した男に対し、懲役10年の判決を言い渡した。ただし、効果的な消火活動体制があれば全焼には至らず、崇礼門焼失の全責任を被告に負わせることは難しいと述べ、文化財保護の関係機関にも責任があると指摘した。同年10月9日、韓国の大法院（日本の最高裁判所に相当）は男の上告を棄却し、懲役10年の刑が確定した。

### 再建

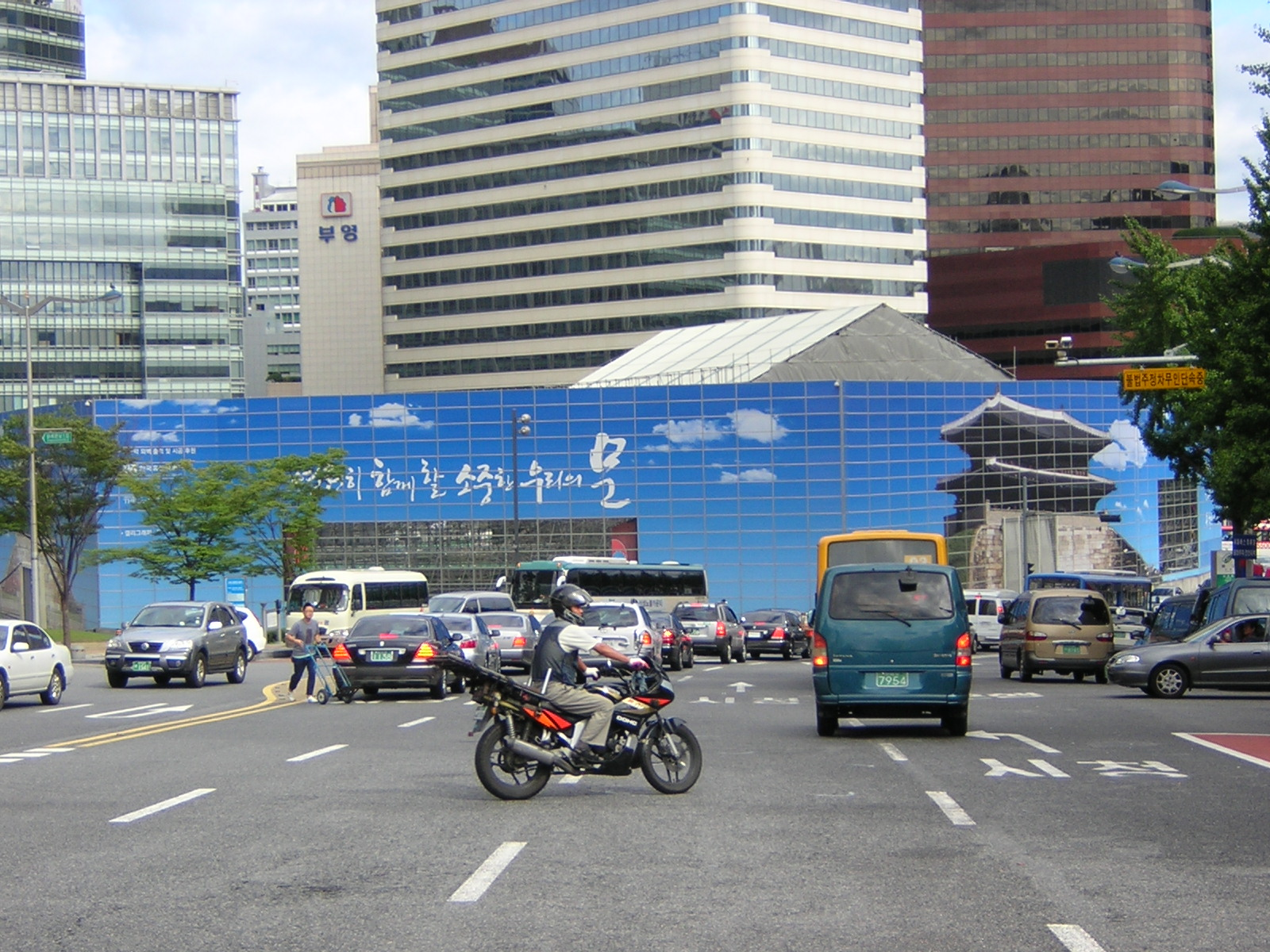
再建中の崇礼門

文化財庁は、2006年の補修の際、重要木造文化財防災システム構築事業の一環として楼閣などの精密実測図面を作成しており、技術的に復元は可能としている。また、復元に2～3年の期間と約200億ウォン（約22億円：当時）の費用がかかるとの見通しを示した。
2008年4月14日、文化財庁国立文化財研究所は、火災で破損した懸板の精密保存処理を行うことを発表した。
崇礼門の火災から100日目にあたる2008年5月20日、文化財庁は記者会見を開き、「崇礼門復興基本計画」を発表した。2009年12月までに発掘調査、考証、設計を行い、2010年2月10日に復元工事に着工し、2012年12月に復元完了予定とする。復元は伝統的な技術で行われ、作業員は民族衣装（韓服）を着用し、電動工具は使用されない。崇礼門の復元は、李朝時代に建てられた原形を再現することに重点が置かれ、日本統治時代に1.6m高くなっていた周囲の地盤を従来の高さに戻すとともに、1907年に取り壊された左右の城郭の一部も再現する予定。復元される崇礼門には赤外線熱感知器・煙感知器、スプリンクラー設備、監視カメラ等の防災システムが設置され、復旧費用には当初の予想を上回るおよそ250億ウォン（約24.7億円：当時）を予定している。
復元にあたって、丹青（彩色）に使う顔料と「伝統的な接着剤」（膠もしくは漆のこと）は日本製を使用するために韓国国内で批判されたが、韓国では「伝統的な接着剤」を作る技法はすでに失われていて技法の復元にも失敗しており、『日本製の接着剤は優れている。国宝で実験はできない』との理由もあって、結局日本製を使うことになった。
2013年4月30日に復元工事が終了し、同年5月4日に復元記念式典が開催された。ところが同年10月頃から丹青に亀裂や剥離・退色が見つかり、また一部の木材に亀裂が走るなどしたため、復元工事に問題があったのではないかとの指摘が相次いだ。この際、韓国の一部では原因は日本の塗料や接着剤を使用したためとも報道された。同年11月には文化財庁が手抜き工事を認めて謝罪、保存管理に最善をつくすことを発表した。その後の調査により、丹青の膠が予定されていた天然のものではなく、化学顔料を用いた安いものを使用していたこと、乾燥が不十分であった木材を使用していたことなどが判明し、2013年12月初旬より立ち入りが禁止された。また、32本の柱に使用した木材のうち、確認されただけでも3～4本、予測では7～8本が本来予定されていた韓国産の金剛松ではなく価格が100分の1程度の安価なロシア産であったことが判明した。警察関係者は何者かが金剛松を横流しし、費用を着服したと見ている。2014年5月になって監査院は、手抜き工事は言うまでもなく、職人の独断で燃えやすい油が使われたため火災の危険があり、再工事が必要との意見を表明した。
2016年6月23日、8年ぶりに崇礼門把守儀式が再開された。

## 崇礼門の今昔

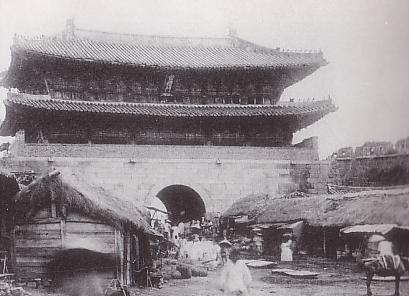
李氏朝鮮時代、1890年代
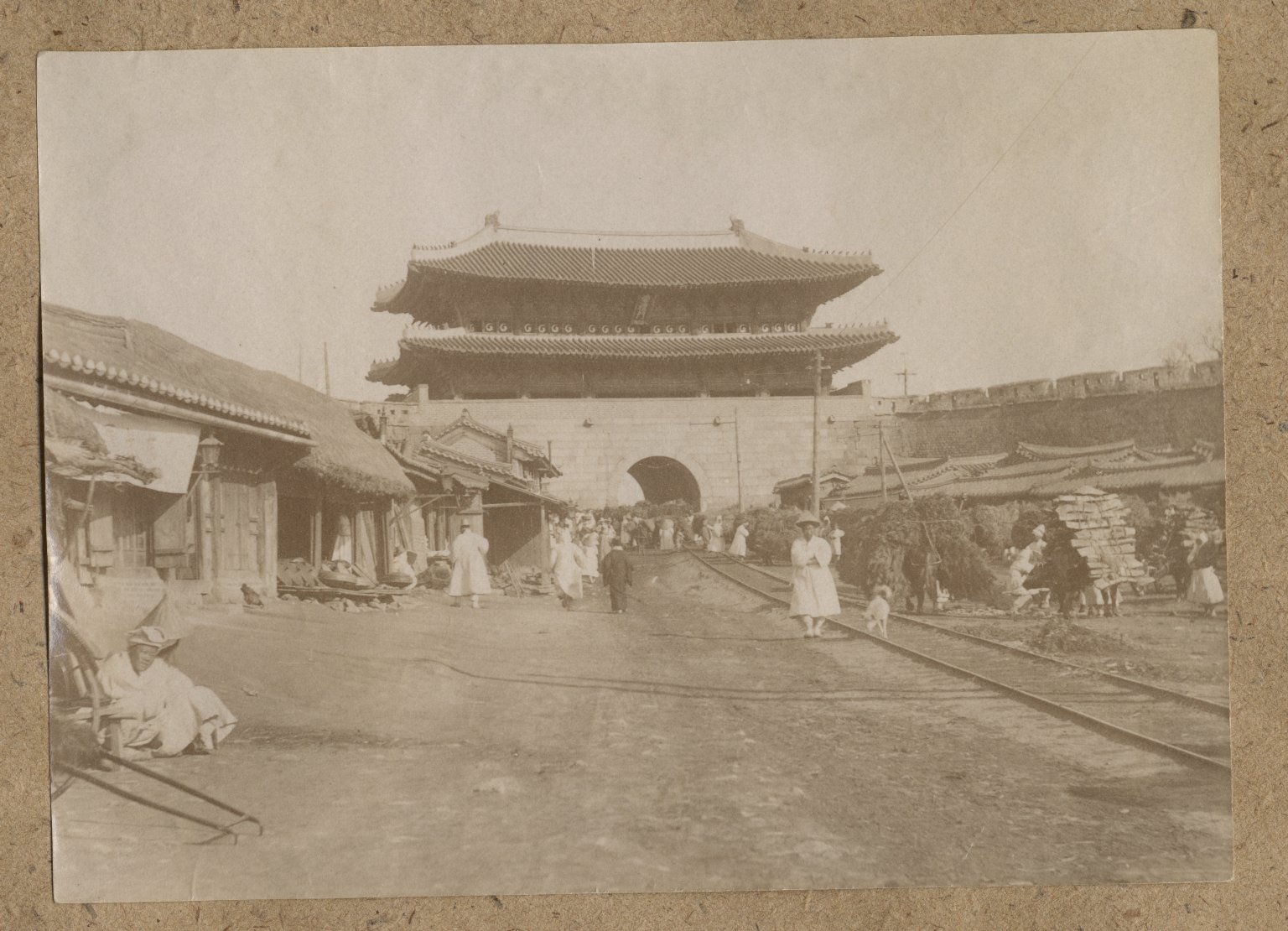
大韓帝国時代、1904年
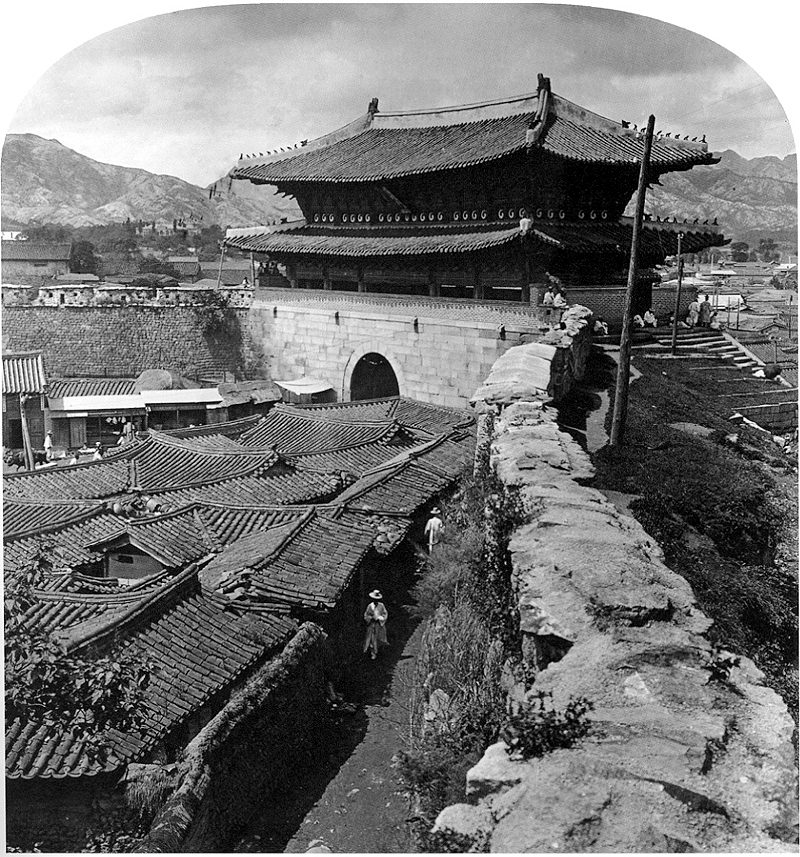
1904年の姿
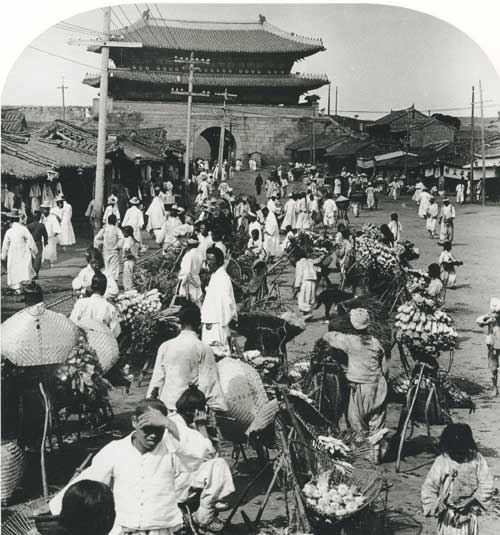
1904年の姿
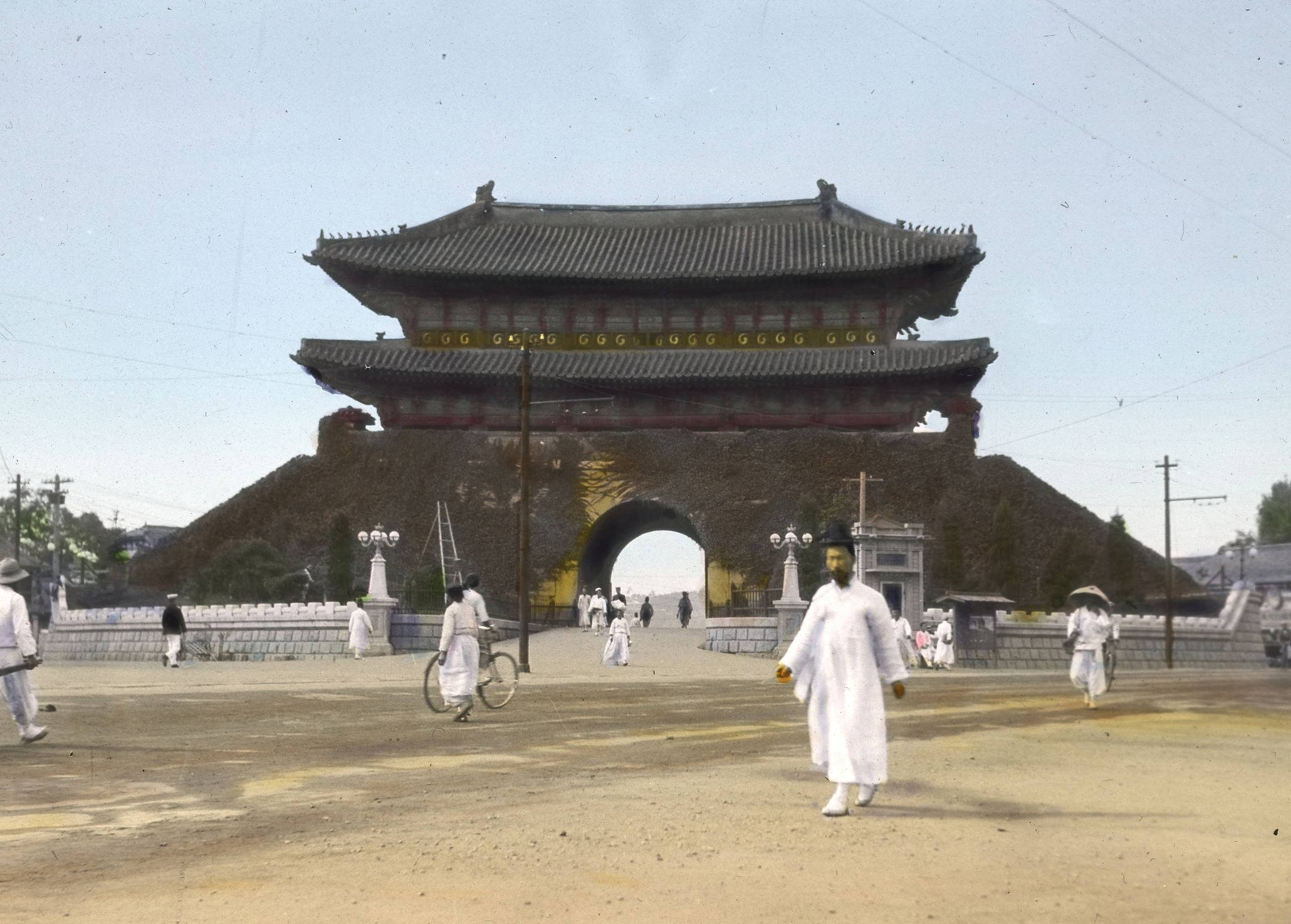
日本統治時代、1922年以前
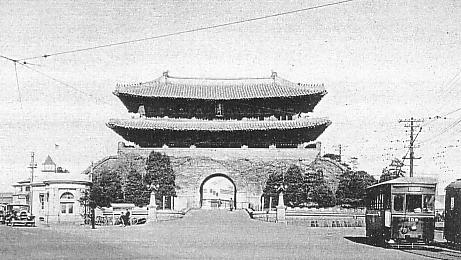
日本統治時代、1935年以前
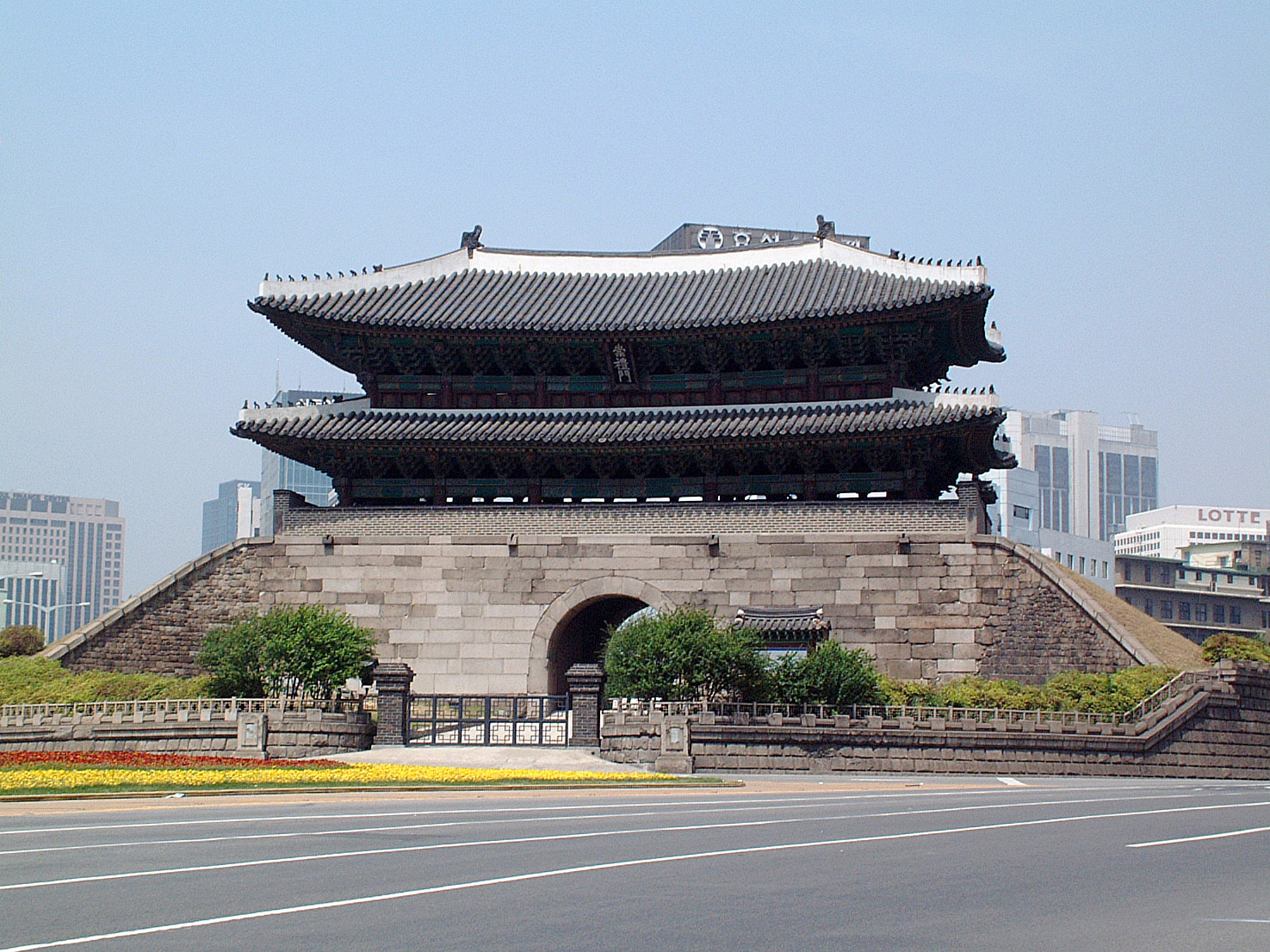
楼閣焼失前の2006年の姿
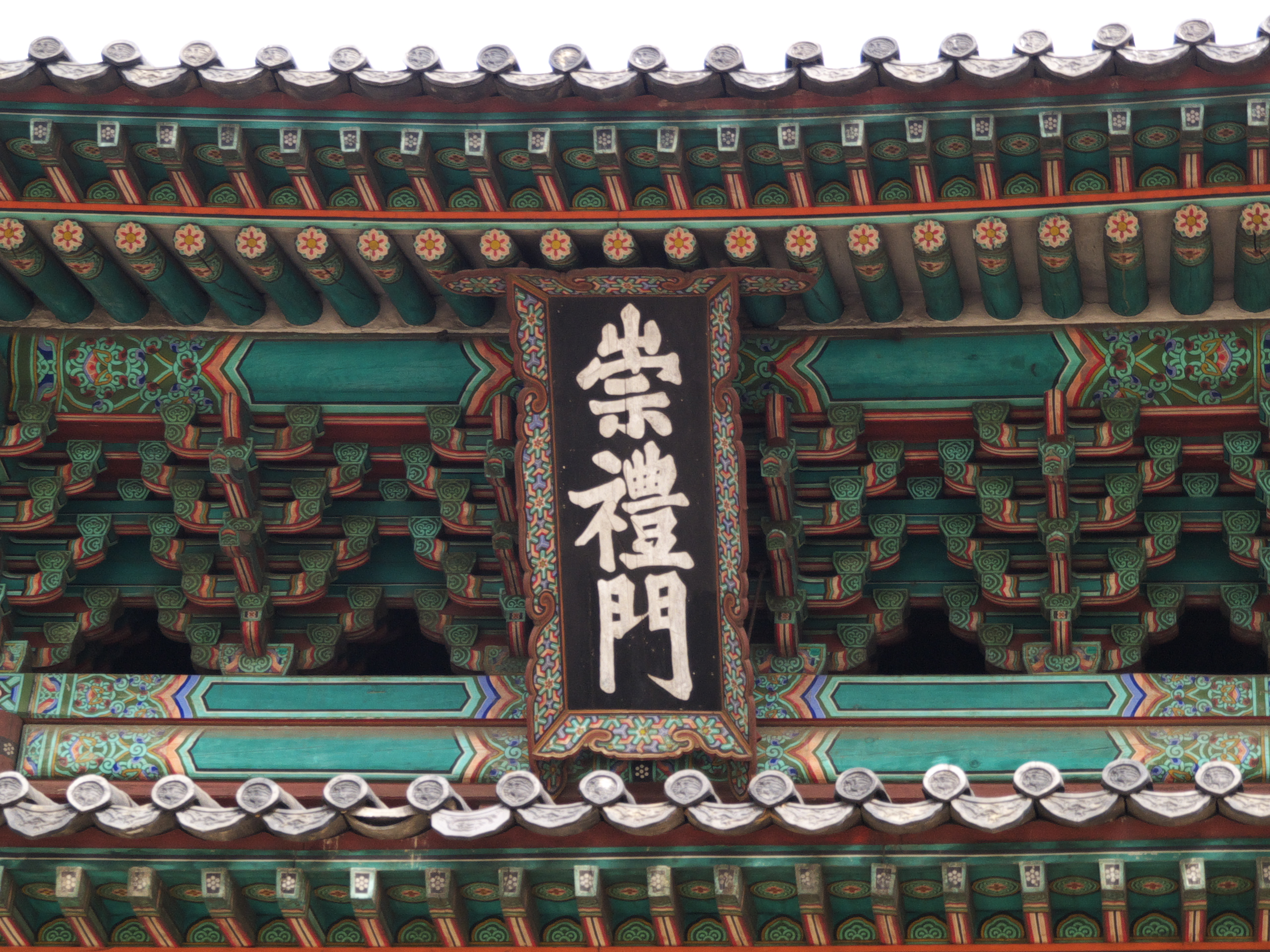
二階部分に懸っていた扁額
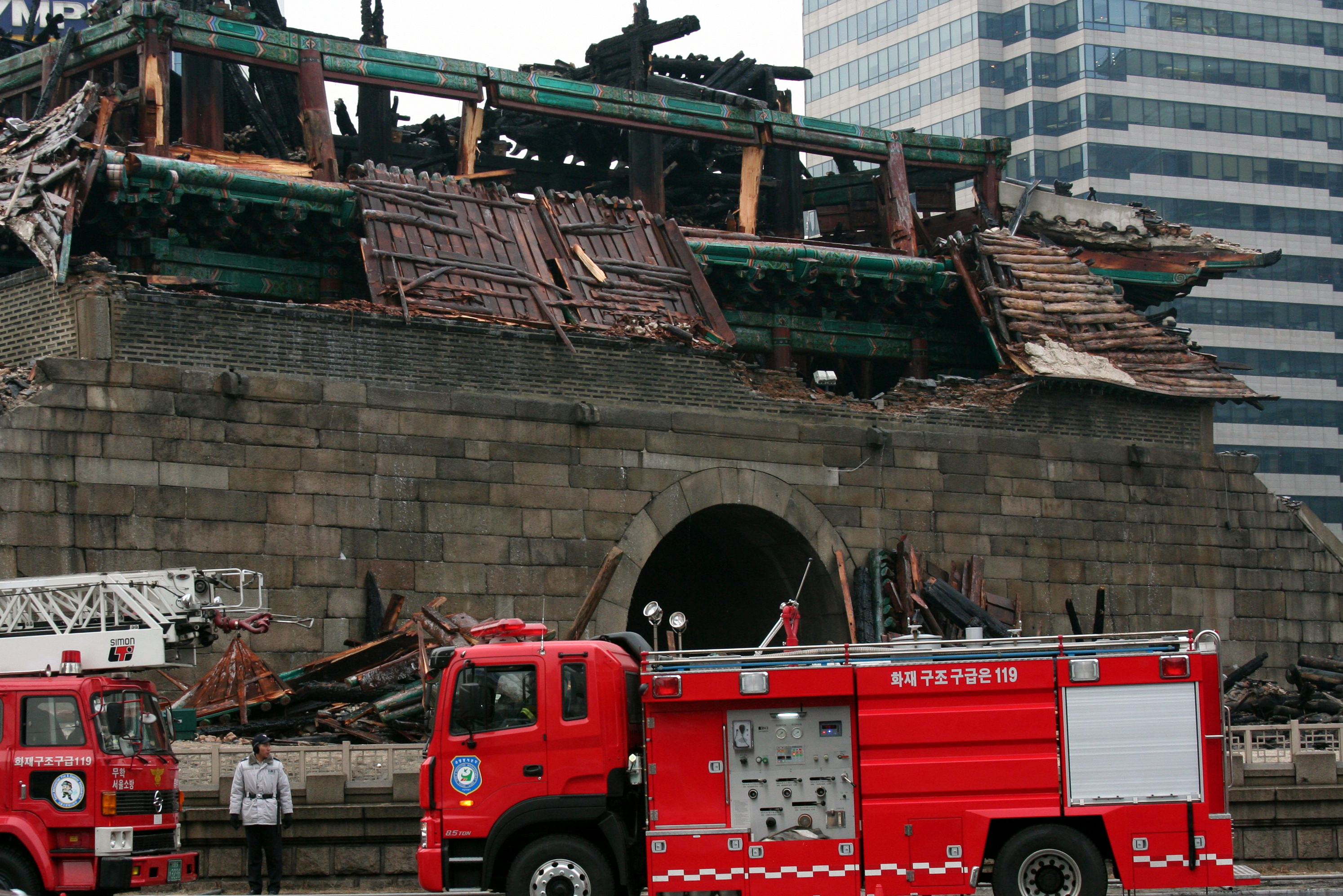
鎮火後の様子
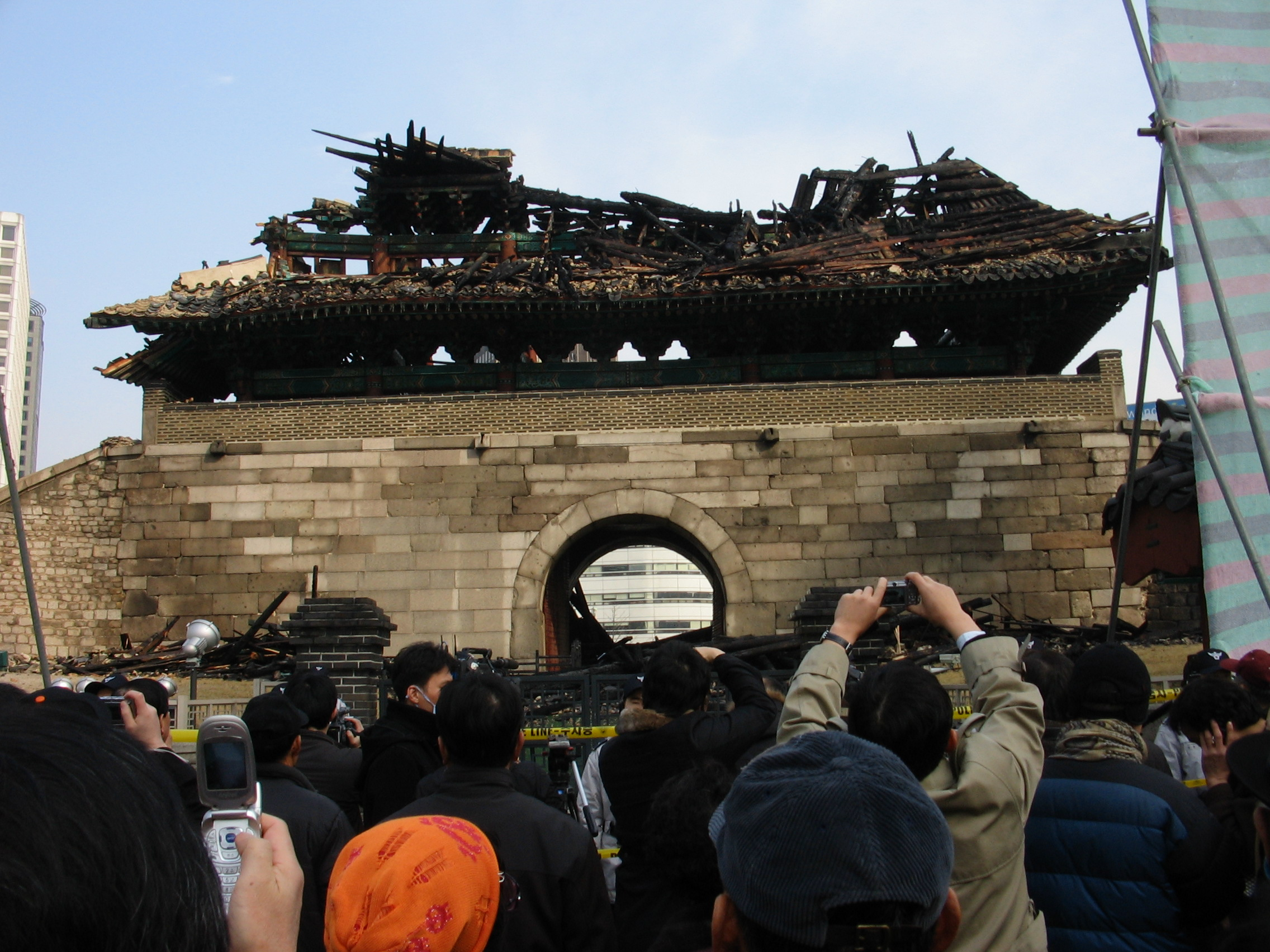
焼失直後の崇礼門と集まる人々
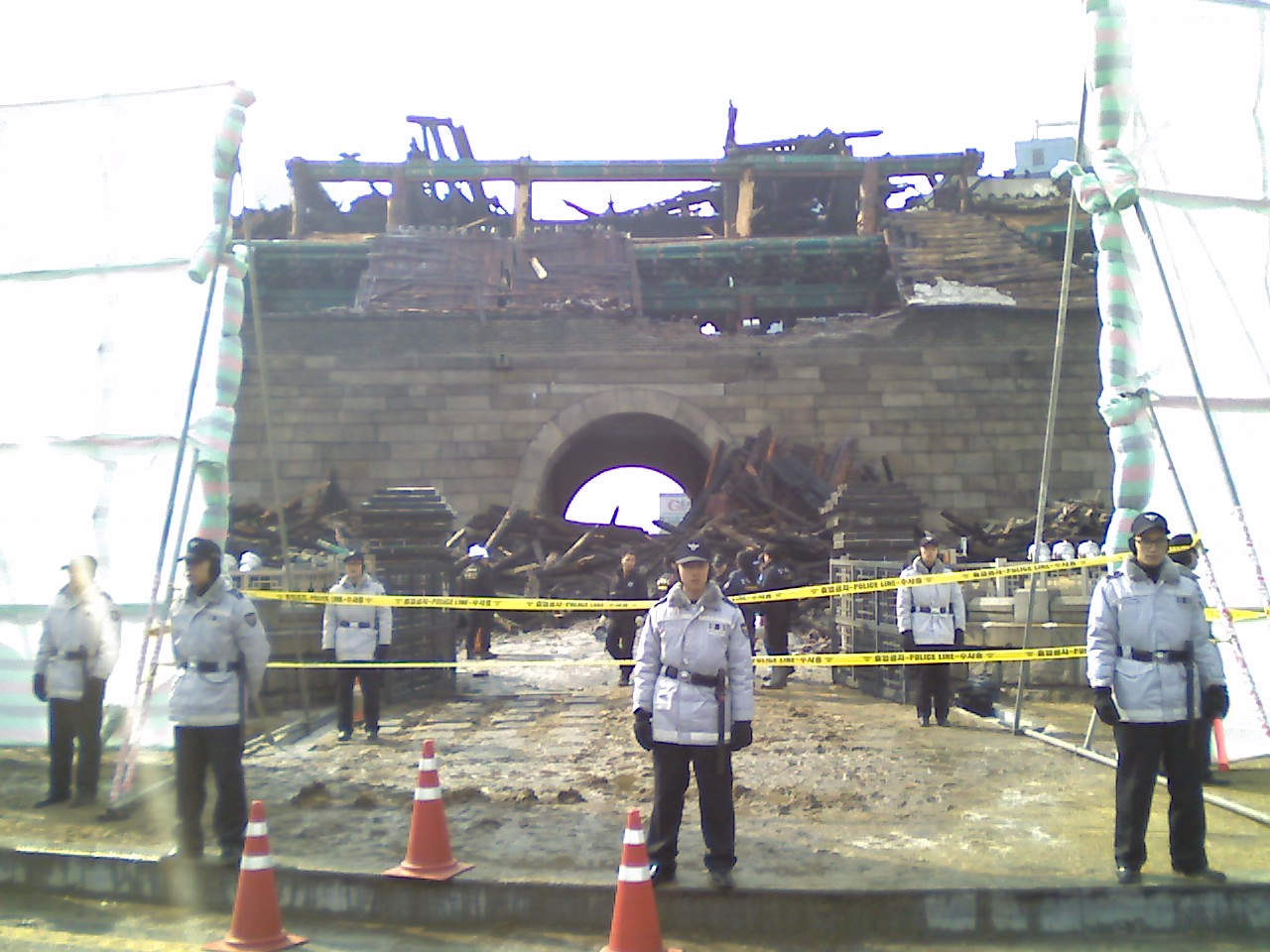
警備中の警官 （2008年2月11日）
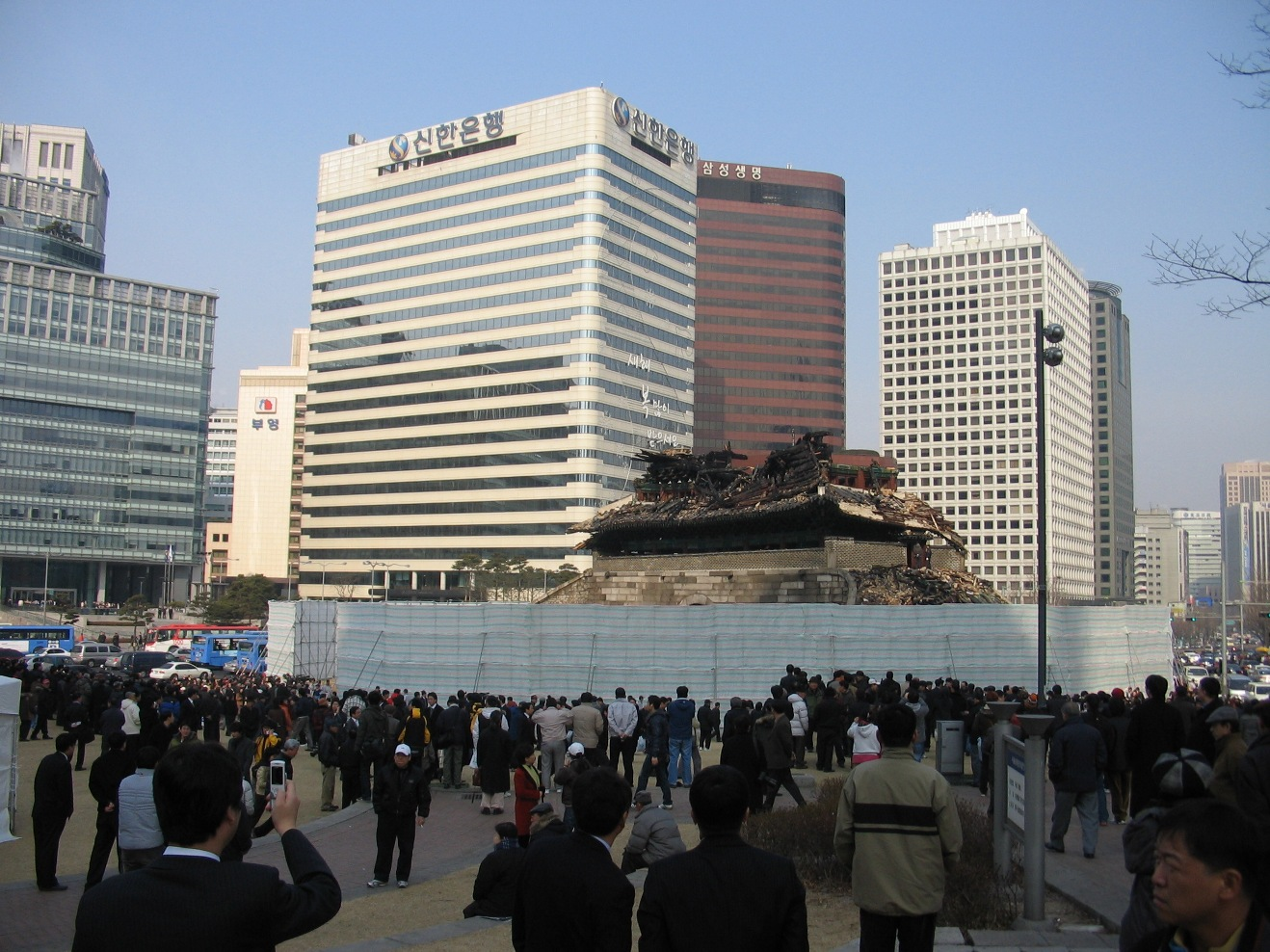
焼失した崇礼門を取り囲む群衆
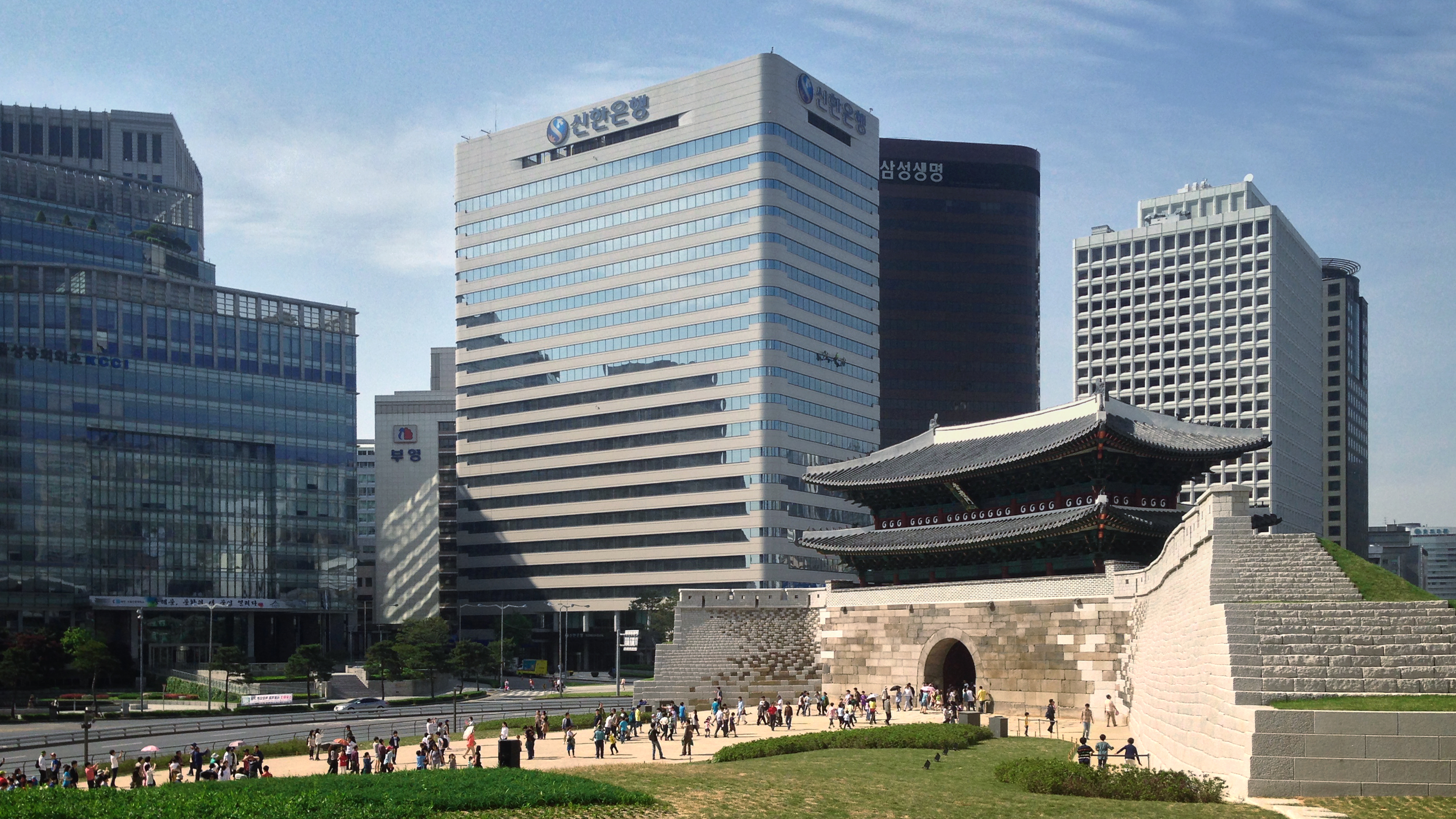
ソウル、復元された崇礼門